# شوکرو ارسوی
شوکرو ارسوی (ترکی استانبولی: Şükrü Ersoy؛ زادهٔ ۱۴ ژانویهٔ ۱۹۳۱) بازیکن فوتبال اهل ترکیه بود.
از باشگاه‌هایی که در آن بازی کرده‌است می‌توان به باشگاه فوتبال ردبول زالتسبورگ، باشگاه فوتبال آنکاراگوچو، و باشگاه فوتبال فنرباغچه اشاره کرد.
وی همچنین در تیم ملی فوتبال ترکیه بازی کرده‌است.